# Nornik towarzyski
Nornik towarzyski (Microtus socialis) – gatunek ssaka z podrodziny karczowników (Arvicolinae) w obrębie rodziny chomikowatych (Cricetidae), występujący w Azji i Europie Wschodniej.

## Zasięg występowania
Nornik towarzyski występuje w Eurazji zamieszkując w zależności od podgatunku:
- M. socialis socialis – południowa część europejskiej Rosji (obwód wołgogradzki i obwód astrachański oraz Kałmucja) i zachodni Kazachstan.
- M. socialis aristovi – wschodnia i południowa Armenia oraz południowy Azerbejdżan (w tym Nachiczewańska Republika Autonomiczna).
- M. socialis astrachanensis – południowa część europejskiej Rosji.
- M. socialis binominatus – środkowa i wschodnia Gruzja, północno-zachodnia Armenia i północno-zachodni Azerbejdżan.
- M. socialis bogdoensis – północno-zachodnia Chińska Republika Ludowa (środkowy Sinciang).
- M. socialis goriensis – wschodnia Turcja.
- M. socialis gravesi – środkowy i wschodni Kazachstan, północny Kirgistan, północno-zachodni Tadżykistan i północno-zachodnia Chińska Republika Ludowa (skrajnie północno-zachodni Sinciang).
- M. socialis hyrcanius – północno-zachodni i północny Iran.
- M. socialis nikolajevi – Ukraina i Krym.
- M. socialis parvus – północny Kaukaz (Rosja i prawdopodobnie skrajnie północno-wschodni Azerbejdżan).
- M. socialis zaitsevi – wschodni Azerbejdżan.

## Taksonomia
Gatunek po raz pierwszy zgodnie z zasadami nazewnictwa binominalnego opisał w 1773 roku niemiecki przyrodnik Peter Simon Pallas nadając mu nazwę Mus socialis. Holotyp pochodził z zachodniego Kazachstanu, prawdopodobnie z terenów obwodu atyrauskiego leżących między rzekami Wołga a Ural.
M. socialis należy do podrodzaju Sumeriomys i grupy gatunkowej socialis. We wcześniejszych ujęciach systematycznych synonimizowany z irani, guentheri, hartingi, paradoxus, schidlovskii i mustersi. Liczba diploidalna 2n = 62 odróżnia M. socialis ze wszystkich „norników społecznych” z wyjątkiem M. paradoxus. Zakres taksonomiczny i geograficzny w południowo-wschodniej Azji jest nadal luźno określony, a podgatunki są niepewne. Autorzy Illustrated Checklist of the Mammals of the World rozpoznają jedenaście podgatunków.

### Etymologia
- Microtus: gr. μικρος mikros „mały”; ους ous, ωτος ōtos „ucho”[20].
- socialis: łac. socialis „towarzyski, socjalny”, od socius „sprzymierzony, dzielący”, od sequi „podążać”[21].
- aristovi: dr. Aleksiej Aristow, rosyjski teriolog[11].
- astrachanensis: obwód astrachański, Rosja[22].
- binominatus: łac. bi- „dwa”, od bis „dwa razy”[23]; nominatus „odnotowany, nazwany”, od nominare „nazwać”, od nomen, nominis „nazwa”[24].
- bogdoensis: Bogda Shan, Sinciang, Chińska Republika Ludowa[22].
- goriensis: dystrykt Gori, Gruzja[22].
- gravesi: George Coe Graves II (1905–1934), amerykański podróżnik[8][22].
- hyrcanius: Hyrkania, dawny region i satrapia w starożytnym Iranie (obecnie Turkmenistan i Iran)[22].
- nikolajevi: Nikołajew[22].
- parvus: łac. parvus „mały, krótki”[21].
- zaitsevi: Michaił Zajcew (ur. 1980), rosyjski teriolog[15].

## Morfologia
Długość ciała (bez ogona) 93–116 mm, długość ogona 24–37 mm; masa ciała 20–38 g (u podgatunku nominatywnego średni ciężar samców wynosi 27,3 g natomiast samic 27,3 g).

## Biologia
Żyją na wysokościach do 2480 m n.p.m. Zamieszkują stepy na równinach i w niskich górach na wschód od Dniepru i Krymu, aż po północno-zachodni Sinciang.
Norniki towarzyskie żyją, jak wskazuje nazwa, w dużych koloniach które tworzą poligyniczne rodziny. Kopie złożone, płytkie nory z wieloma wejściami i komorami pełniącymi funkcje magazynowe i mieszkalne. Prowadzi głównie podziemny tryb życia, szczególnie latem. Żywi się zbożami i roślinami strączkowymi, jesienią zjada głównie nasiona; okazyjnie może zjadać owady i mięczaki. Rozmnaża się przez cały rok, samice wydają na świat rocznie do pięciu miotów po 6–8 młodych.

## Populacja
Nornik towarzyski zamieszkuje bardzo duży obszar, nie są znane zagrożenia dla gatunku jako całości. Odizolowane populacje (jak M. s. gorensis i M. s. astrachanensis) mogą się kurczyć wskutek pustynnienia i nadmiernego wypasu na zamieszkiwanych terenach; zmiany te są jednak odwracalne. Populacje są generalnie stabilne. Liczebność może fluktuować między kolejnymi latami, osiągając szczyt w latach, w których zimy są łagodne, a lato wilgotne. Na terenach rolniczych jest uznawany za jednego z głównych szkodników. Jest uznawany za gatunek najmniejszej troski.